# فن بین
فن بین (انگلیسی: Fan Bin؛ زادهٔ ۳۰ مهٔ ۱۹۷۴) ژیمناست هنری اهل چین بود.